# Heinrich Adolph von Boblick
Heinrich Adolph von Boblick (* 8. Februar 1729 in Domnitz; † 5. September 1809 in Königstein (Sächsische Schweiz)) war ein königlich-sächsischer General der Infanterie und Kommandant der Festung Königstein.

## Leben und Werk
Er stammte aus einer ursprünglich polnischen Adelsfamilie und war der Sohn des Generalmajors und Kommandanten der Festung Stolpen Johann Heinrich von Boblick. Wie sein Vater trat er in den Dienst der Kurfürsten von Sachsen. 1781 trat er das Kommando des Regiments Prinz Xaver an, welches er, seit 1788 als Generalmajor, bis zur Übernahme des nach ihm benannten Regiments von Boblick 1789 innehatte. Auf besonderen Wunsch Kurfürst Friedrich Augusts III. von Sachsen, der ihn besonders wegen seiner Verdienste im Siebenjährigen Krieg als umsichtigen Offizier schätzte, übernahm er am 10. Oktober 1790 die Führung des Sächsischen Armeekorps, welches bei der Niederschlagung des sächsischen Bauernaufstands zum Einsatz kam. Am 15. August 1792 erhielt er 71-jährig im Sinne einer Altersversorgung das Kommando der Festung Königstein, wo er am 10. August 1794 zum Generalleutnant sowie am 22. Juni 1805 zum General der Infanterie befördert. Er starb im Alter von 80 Jahren auf der Festung Königstein, wo er auch bestattet wurde.